# Liste der Bischöfe von Cortona
Die folgenden Personen waren Bischöfe des Bistums Cortona (seit 1986 zum Bistum Arezzo-Cortona-Sansepolcro gehörend):
- Rinieri Ubertini (1325–1348)
- Gregorio de Fasciani (1348–1364)
- Benedetto Vallati OP (1364–?)
- Giuliano de Chinibaldi OP (wird 1382 erwähnt)
- Lorenzo Coppi (1388–?)
- Ubaldino Bonamici (1391–1393), danach Bischof von Torres (Elekt)
- Bartolomeo da Troia OFM (1393–1404)
- Enoc de Cioncolari OESA (1404–?)
- Matteo Testi OSM (1426–1439), abgesetzt
- Bartolomeo Lopacci Rimbertini OP (1439–1449) danach Bischof von Corone
- Matteo Testi OSM (1449–1455) (wiederum)
- Bartolomeo Lopaci, OP (1439–1449)
- Mariano Salvini OSM (1455–1477)
- Francesco Soderini (1504–1505)
- Silvio Passerini (1521–1529)
- Leonardo Bonafide OSB (1529–1538)
- Giovambattista Ricasoli (1538–1560), danach Bischof von Pistoia
- Matteo Concini (1560–1562)
- Girolamo Gaddi (1562–1572)
- Francesco Perignani (1572–1577)
- Costantino Piccioni OSA (1577–1585)
- Giovanni Alberti (1585–1596)
- Cosimo de Angelis (1597–1603)
- Filippo Bardi (dei Verni) (1603–1622)
- Cosmas Minerbetti (1622–1628)
- Lorenzo della Robbia (1628–1634), danach Bischof von Fiesole
- Ludovico Serristori (1634–1656)
- Filippo Galilei (1657–1677)
- Nicola Oliva OSA (1677–1684)
- Pietro Luigi Malaspina CR (1684–1695), danach Bischof von Massa Marittima
- Giuseppe Cei CO (1695–1704)
- Sebastiano Zucchetti (1705–1714)
- Pietro Giovanni Battista Puccini (1716–1726)
- Luigi Gherardi (1726–1754)
- Giuseppe Ippoliti (1755–1776), danach Bischof von Pistoia und Prato
- Gregorio Alessandri (1776–1802)
- Filippo Ganucci (1802–1806), danach Bischof von Livorno
- Niccolò Laparelli (1807–1821)
- Girolamo Conversini (1824–1826)
- Ugolino Carlini (1829–1847)
- Giuseppe Antonio Giacomo Borghi OFMCap (1849–1851)
- Feliciano (Laurentius Joachim) Barbacci OFMObs (1854–1869)
- Giovanni Battista Laparelli Pitti (1872–1896)
- Guido Corbelli OFM (1896–1901)
- Michele Angelo Baldetti (1901–1923)
- Riccardo Carlesi (1923–1932)
- Giuseppe Franciolini (1932–1978)
- Telesforo Giovanni Cioli OCarm (1978–1983)
- Giovanni D’Ascenzi (1983–1986), danach Bischof von Arezzo-Cortona-Sansepolcro